# Death Prevails
Death Prevails est le premier album studio du groupe de Death metal allemand Hackneyed.

## Titres
1. Unseen Enemy 02:12
2. Gut Candy 04:11
3. Ravenous 02:44
4. Axe Splatter 03:36
5. Neon Sun 03:56
6. Worlds Collide 04:44
7. Symphony Of Death 03:44
8. Bone Grinder 04:13
9. Again 01:37